# Pittore di Meleagro

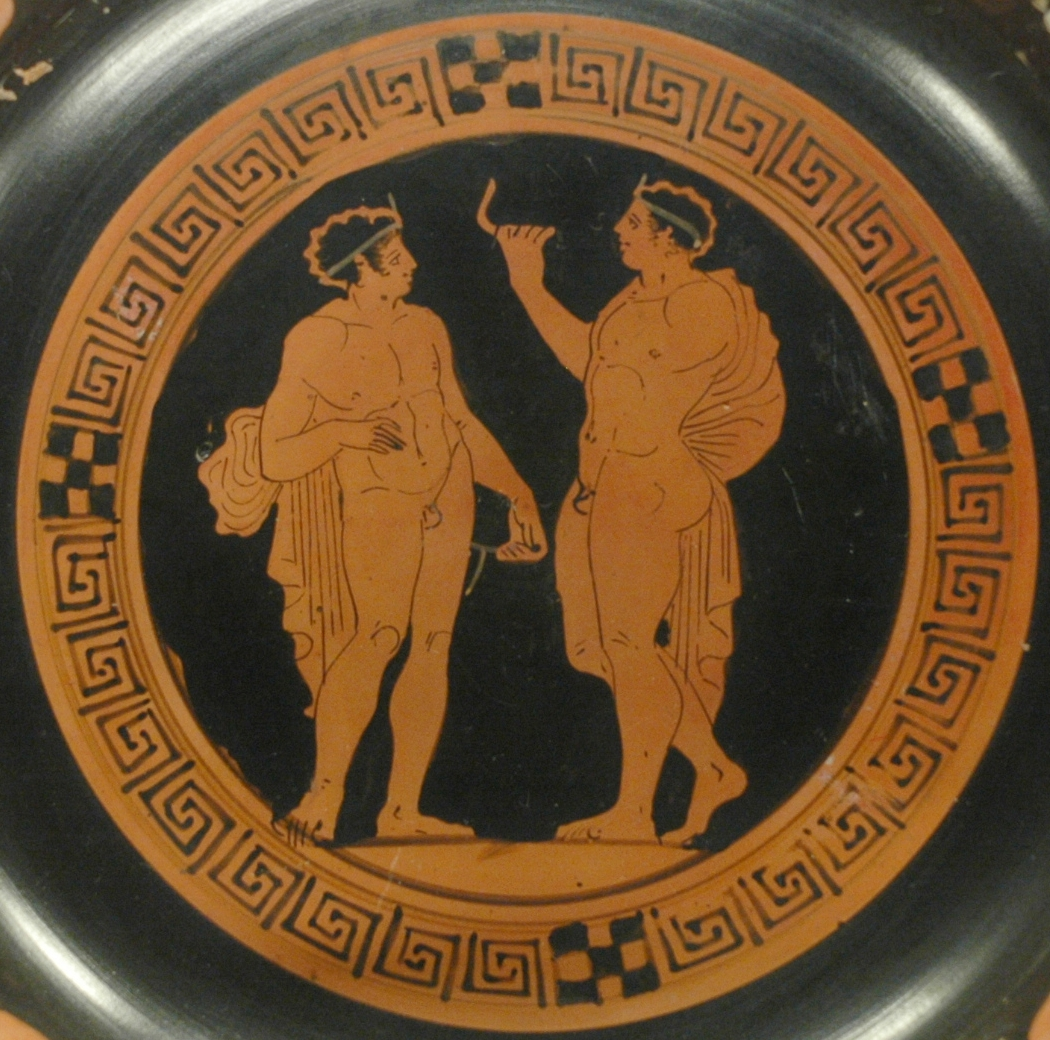
Un tondo raffigurante due atleti dipinto su una ciotola. Datata attorno al 400/375 a.C., l'opera è oggi conservata al Louvre di Parigi.

Pittore di Meleagro (fl. 400/375 a.C.) è il nome convenzionale assegnato ad un ceramografo greco specializzato nella tecnica attica della ceramica a figure rosse.

## Stile e attività

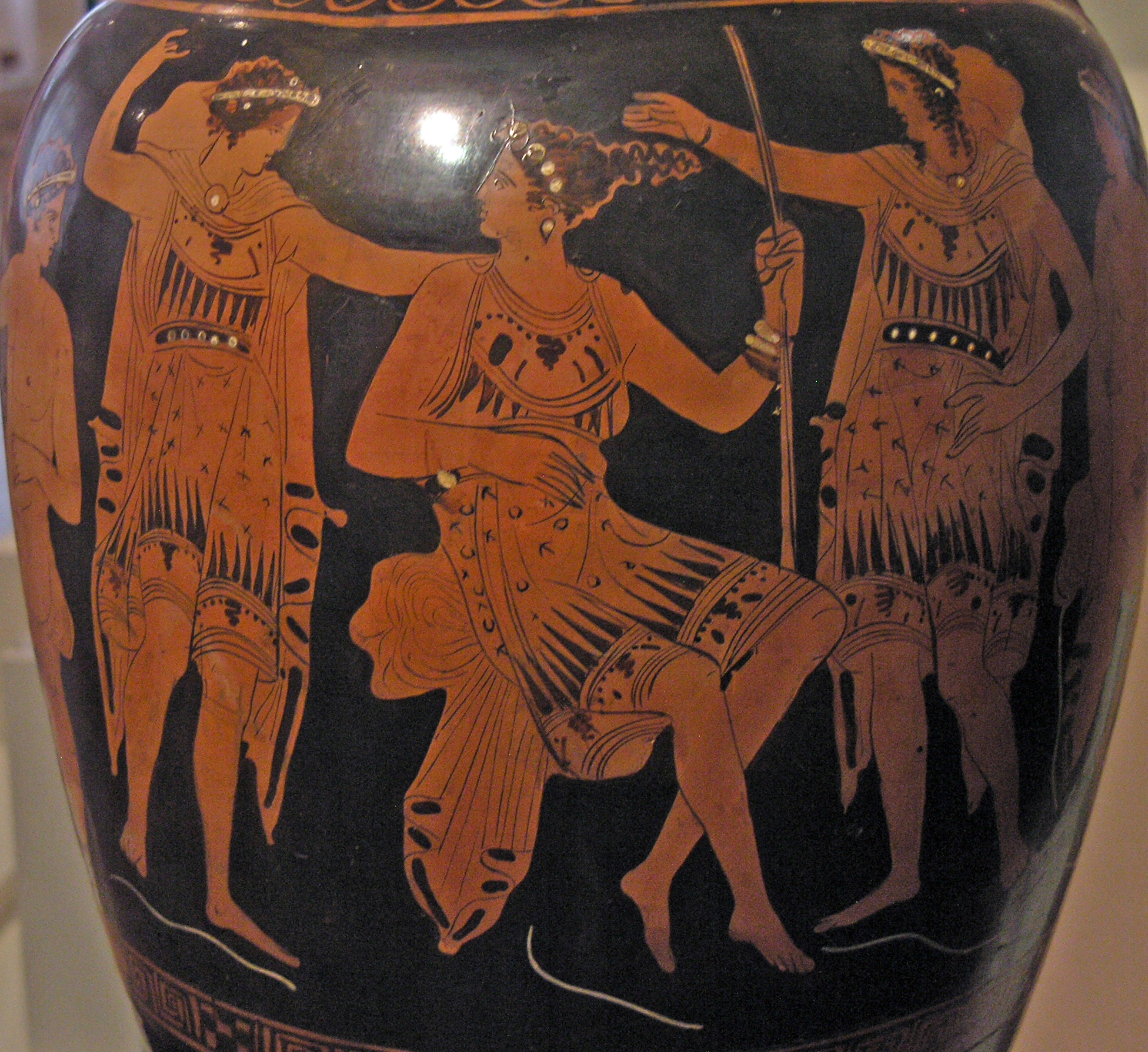
L'opera da cui prende il nome il pittore di Meleagro: un'anfora nolana raffigurante Atalanta seduta, affiancata da Meleagro e, forse, da Tideo. L'opera, datata attorno al 375 a.C., è oggi conservata al museo archeologico nazionale di Atene.

Attivo nel primo trentennio del IV secolo a.C., il pittore di Meleagro, da molti considerato il pittore più significativo della sua generazione, seguì il solco della tradizione segnato da un gruppo di artisti a lui di poco precedenti, come ad esempio il pittore di Mikion.

Il pittore di Meleagro si dedicò alla pittura di un'ampia gamma di forme di vasi, ivi inclusi crateri a colonnette e a campana, che normalmente riportavano scene dionisiache, e anche kylikes, delle particolari coppe da vino nei cui tondi, incorniciati da ghirlande, l'autore raffigurò spesso divinità, da sole o in gruppo. Le kylikes, in particolare, rappresentano una produzione raramente riscontrata tra i suoi coevi.

Tra i soggetti preferiti del pittore di Meleagro vi erano anche scene di caccia, come quelle della caccia al leggendario cinghiale calidonio, e cacciatori, come Atalanta e il suo amante Meleagro. Proprio da un'opera raffigurante anche quest'ultimo, il pittore ha preso il suo nome convenzionale.